# HD 215497 b
HD 215497 b是一顆環繞橙矮星 HD 215497 的太陽系外行星，位於杜鵑座，距離地球約142光年。該行星的質量至少是地球的6.6倍。該行星是由高精度徑向速度行星搜索器於2009年10月19日和包括 HD 215497 c 等其他29顆系外行星一起被偵測到。